# 味水轩日记
《味水軒日記》，明代李日華私人日記，記載自萬曆三十七年（1609年）正月一日至萬曆四十四年（1616年）十二月三日的事，前后共八年，描寫萬曆年間浙江嘉兴文人书画鑑藏历史，约近五十万字，内容涵蓋书画、鉴藏、交游、会友、品茗、花卉等。

## 內容評析
李日華，字君實，浙江嘉興人。為萬曆年間進士，官至太僕少卿。其個性恬澹和易。《味水軒日記》即記載晚明江南士人的日常生活，如游历、应酬、读书、墨戏等，《日記》提到：“遊道之盛，無如孝廉。”孝廉即指生員，晚明的旅遊風氣已經由生員所主導。李日華本人亦雅好旅遊，通常會攜子同遊，有時還會帶有歌妓，“呼廣陵摘阮技二人，絲肉竟發，頗有涼州風調。”萬曆四十二年一月十四日記李日華參訪友人吳貞所的畫舫時，“令家童度新聲或演劇，以佐歡笑，超然自得。”李日華好友项鼎铉在李氏生前就曾拜讀過日記。李日華之子李肇亨在《味水轩日记题识》言：“其间翻阅书画，评骘翰墨，十居八九。而时事、异闻奇物、酒荈花鸟、寄情触目者附之。所绝不涉入者，月旦雌黄，升除宠辱，种种俗虑。亦可仰见先大夫笃嗜之旷怀，卓品之一二。”屠友祥在《校注味水轩日记小引》稱：“然于书画之艺最精，善挥洒，具博识。文辞亦臻妙境，时时将书魂画魄，勾摄而出，片语桃焰，生动跃然。盖流览既久，意与之化，出笔遂相融互肖。”
李日华的日记早期並未出版，《味水轩日记》在清代中期以前僅以抄本形式流传，光绪四年（1878年），始有啸园丛书辑录《味水轩日记》节本。中國国家图书馆藏有李含溍校录本的抄本。